# Europeisti-MAIE-Centro Democratico
Europeisti-MAIE-Centro Democratico (EU-MAIE-CD) è stato un gruppo parlamentare presente al Senato nella XVIII legislatura della Repubblica Italiana.
La medesima componente è stata presente anche nel Gruppo misto alla Camera, con l'aggiunta del PSI, come Europeisti-MAIE-PSI.

## Gruppo parlamentare
Il gruppo originava dalla componente del gruppo misto chiamata MAIE-Italia 23, nata il 15 gennaio 2021, che sostenne il governo Conte II in occasione del voto di fiducia del 19 gennaio. Il 27 gennaio la componente poté costituirsi in gruppo autonomo, avendo raggiunto la consistenza di dieci senatori (provenienti dal gruppo misto, prevalentemente dalle componenti MAIE e Centro Democratico): Ricardo Merlo, Adriano Cario, Andrea Causin, Gregorio De Falco, Saverio De Bonis, Maurizio Buccarella, Tatjana Rojc, Mariarosaria Rossi, Gianni Marilotti, Raffaele Fantetti, con l'obiettivo di sostenere temi legati ad una evoluzione federale dell'Unione europea.
Il 17 febbraio 2021 il gruppo parlamentare votò la fiducia al nuovo governo Draghi.
Il 29 marzo 2021 i due senatori del MAIE Merlo e Cario lasciarono il gruppo, tornando a costituire una componente MAIE nel gruppo misto. Il 30 marzo 2021, in seduta pubblica al Senato, fu comunicato dal presidente di turno Ignazio La Russa: "a seguito del passaggio in data 29 marzo dei senatori Merlo e Cairo al gruppo misto viene meno il requisito di consistenza numerica previsto dall'articolo 14, comma 4, del Regolamento, per la costituzione del Gruppo parlamentare Europeisti - Maie - Centro Democratico" e che pertanto "il gruppo è dichiarato sciolto, ai sensi dell'articolo 14, comma 6, del Regolamento”.
Pochi giorni dopo, la componente alla Camera cambiò la propria denominazione da Europeisti-MAIE-PSI in MAIE-PSI.

## Europeisti

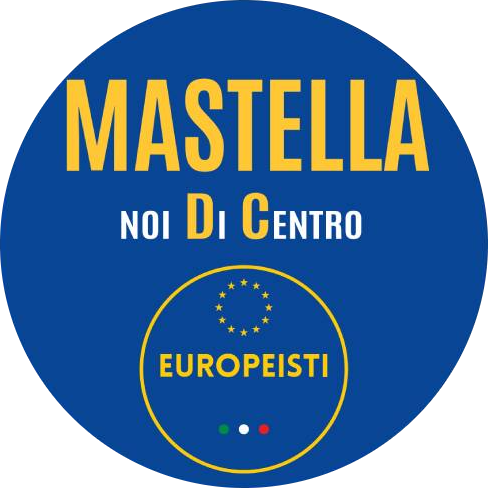
Simbolo elettorale della lista Noi di Centro-Europeisti.

Nonostante lo scioglimento del gruppo in ogni ramo del Parlamento, i senatori Fantetti e Rossi continuarono a costituire una sub-componente all'interno della componente del misto IDeA e Cambiamo; inoltre lo stesso Fantetti continuò a presiedere l'associazione "Europeisti", federata a Cambiamo. Il 28 ottobre 2021 la componente Idea e Cambiamo adotta le denominazione di Idea-Cambiamo-Europeisti. Dal 2022 Europeisti fa parte del Registro nazionale dei partiti politici riconosciuti ai sensi del decreto-legge 28 dicembre 2013, n. 149.
Il 5 agosto 2022 Fantetti ha concesso il simbolo degli Europeisti a Noi di Centro, partito guidato dal sindaco di Benevento Clemente Mastella, per permettergli di ottenere l'esenzione dalla raccolta firme in vista delle elezioni politiche anticipate del 25 settembre, ove la lista raccoglie lo 0,16% dei voti sia alla Camera sia al Senato.

## Nelle istituzioni

### Camera dei deputati
Gruppo misto - Europeisti-MAIE-PSI
| XVIII Legislatura |
| ----------------- |
| 3 deputati        |

- Mario Alejandro Borghese
- Antonio Tasso (capogruppo)
- Fausto Longo

### Senato della Repubblica
Gruppo Europeisti-MAIE-Centro Democratico
| XVIII Legislatura |
| ----------------- |
| 10 senatori       |

- Raffaele Fantetti (presidente)
- Andrea Causin (vicepresidente)
- Gregorio De Falco (vicepresidente)
- Saverio De Bonis (vicepresidente)
- Maurizio Buccarella (tesoriere)
- Gianni Marilotti
- Adriano Cario
- Ricardo Merlo
- Tatjana Rojc
- Maria Rosaria Rossi